# گرمابه پهنه

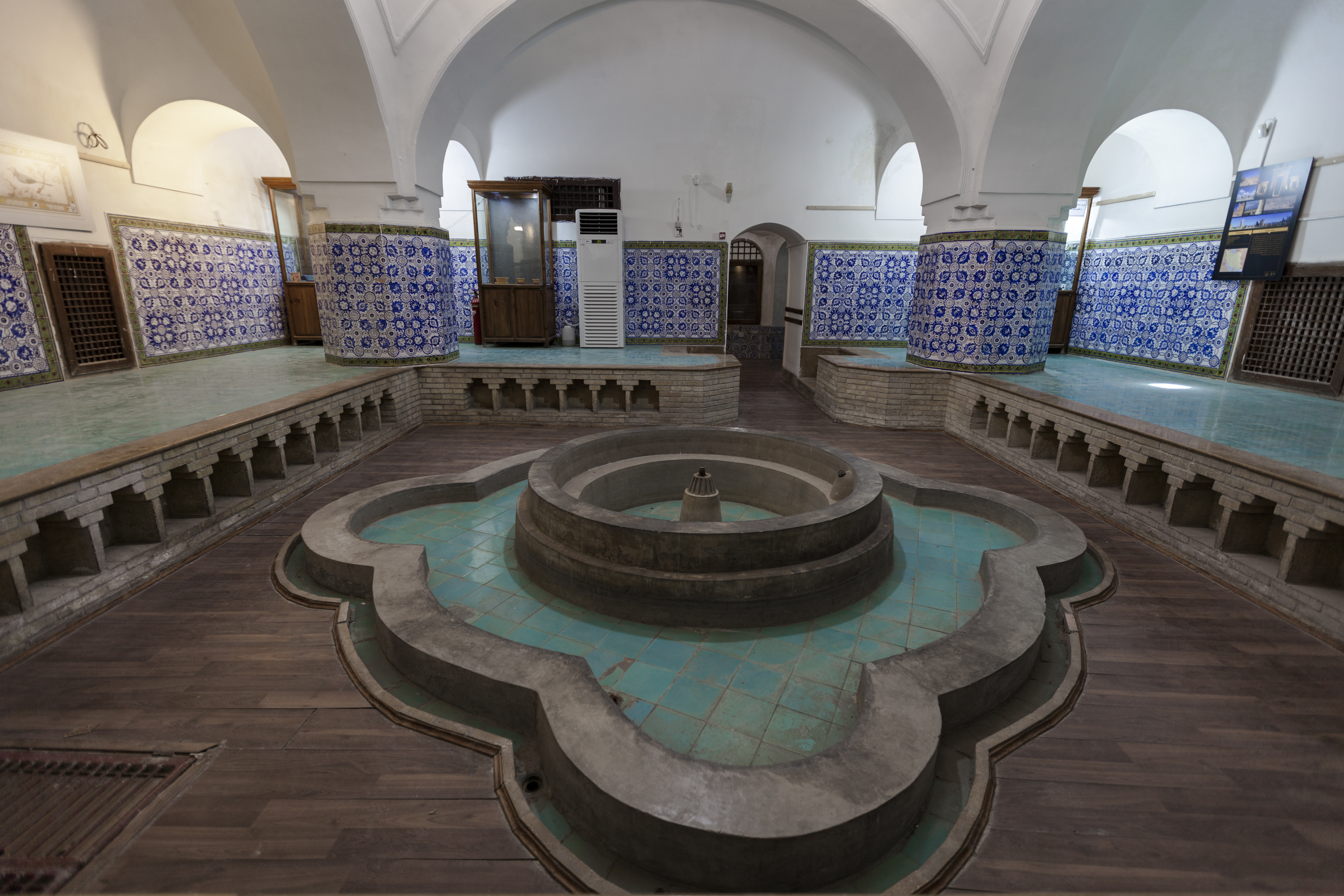
فضای داخلی گرمابه حضرت (پهنه)

حمام حضرت یا حمام پهنه بین مسجد جامع و امامزاده یحیی در سمنان واقع شده است. این بنا در سال ۸۵۶ هجری قمری در زمان سلطنت ابوالقاسم بابر خان پادشاه تیموری و به دستور وزیر وی خواجه غیاث الدین بهرام سمنانی ساخته شده است. در سال ۱۳۱۲ هجری قمری در اوایل سلطنت مظفرالدین شاه و به دستور حاج ملاعلی حکیم الهی، نسبت به تعمیر و تجدید بنای این حمام اقدام شد. یکی از قسمتهای جالب توجه این حمام، سر در زیبا و کاشیکاری شده آن است و در بالای در ورودی اشعاری به خط نستعلیق خوانا و استادانه نوشته شده است. این حمام از موقوفات مسجد جامع است.
حمام پهنه به مساحت تقریبی ۱۰۰۰ متر مربع در شمال غربی تکیه پهنه ساخته شده و دو در ورودی آن برای ورود آقایان و خانم‌ها پیش‌بینی گردیده است. در مردانه که دارای دو صفه می‌باشد از سه طرف دارای کاشیکاری است در بالای در نیز کتیبه ای از کاشی به رنگ سفید بر زمینه لاجوردی وجود دارد. بر سر در این ورودی علامت شیر و خورشید با کاشی‌های زرد رنگ در دو لچک و به صورت یک نیم دایره مشخص می‌باشد. در دو طرف این در تصویر دو سرباز قاجار کاشیکاری شده است که در آن جمله (عمل زین العابدین سمنان ۱۳۳۰) به چشم می‌خورد.
این اثر در تاریخ ۳۰ دی ۱۳۵۳ با شمارهٔ ثبت ۱۰۲۲ به‌عنوان یکی از آثار ملی ایران به ثبت رسیده است.

## موزه مردم‌شناسی
حمام پهنه در سال ۱۳۷۳ بعد از یک سری مرمت و بازسازی تبدیل به موزه محلی باستان‌شناسی مردم‌شناسی شد.